# FÜR Karlsruhe
FÜR Karlsruhe (FÜR Karlsruhe – Politik mit christlicher Herzenshaltung e. V.) ist eine christliche Wählergemeinschaft, die seit 2009 im Gemeinderat der Stadt Karlsruhe, Baden-Württemberg, vertreten ist. Die Wählergruppe wurde am 3. Dezember 2008 durch einen Zusammenschluss von Christen in Karlsruhe unter dem Namen Gemeinsam für Karlsruhe (GfK) gegründet und heißt seit 2018 FÜR Karlsruhe. Gründer war Friedemann Kalmbach, der als Sprecher gewählt wurde, als auch der deutsche Bauforscher Jürgen J. Rasch. Vorsitzender ist der Bauexperte Markus Schneider, der beruflich die Landesniederlassung der LBB in Landau leitet.

## Geschichte

### Legislaturperiode 2009–2014
Bei den Kommunalwahlen zum Gemeneinderat am 7. Juni 2009 erlangte die Wählergruppe 2,4 % der Stimmen und zogen mit Kalmbach als Einzelstadtrat in den Gemeinderat ein. Nach den Wahlen gründete die Wählergruppe einen eigenen Verein am 4. Dezember 2009 unter dem Namen Gemeinsam für Karlsruhe – (GfK) e. V. Als Vorsitzender wurde Friedemann Kalmbach gewählt, Stellvertreter wurde der Pastor Harald Bornbaum.
Friedemann Kalmbach bewarb sich 2012 als Kandidat mit Unterstützung durch die Wählergruppe FÜR Karlsruhe bei den Oberbürgermeisterwahlen. Er erlangte 4,46 % und wurde Dritter, hinter Ingo Wellenreuther der CDU und Wahlsieger Frank Mentrup der SPD.
Im November 2013 wechselt während der Legislaturperiode Stadtrat Eduardo Mossuto von den Freien Wählern zu FÜR Karlsruhe. Dadurch erlangte FÜR Karlsruhe zwei Sitze im Gemeinderat.

### Legislaturperiode 2014–2019
In der zweiten Legislaturperiode wurde bei den Kommunalwahlen 2014 Friedemann Kalmbach bestätigt, mit ihm zog der Fußballer Reinhold Yabo, der damals für den Karlsruher SC spielte, als erster Fußballer als Stadtrat in das Stadtparlament ein. Reinhold Yabos politisches Engagement zog bundesweit Interesse auf sich. Im Verein trat Jens Diefenbacher die Nachfolge von Harald Bornbaum an und übernahm später den Vorsitz mit Dagmar Hock als Stellvertreterin. 2018 trat Jens Diefenbacher zurück, Susanne Trauth wurde als Vorsitzende gewählt.
Mit seinem beruflichen Wechsel im Juni 2015 zu RB Salzburg wurde Yabo von Eduardo Mossuto abgelöst.
Am 30. Mai 2018 kündigten die Stadträte Kalmbach und Mossuto zusammen mit der Vorsitzenden der Wählergruppe, Susanne Trauth, eine Namensänderung von Gemeinsam für Karlsruhe (GfK) zu FÜR Karlsruhe an.
Der Verein gab sich den Namen FÜR Karlsruhe – Politik mit christlicher Herzenshaltung e. V.

### Legislaturperiode 2019–2024
Bei den Kommunalwahlen 2019 erreichte FÜR Karlsruhe 2,7 %. Das Ergebnis reichte zur Bestätigung von Kalmbach, der sich nach Sondierungsgesprächen mit den Freien Wählern mit diesen zur Fraktion FW|FÜR Karlsruhe Gemeinderatsfraktion zusammenschloss. Im selben Jahr wurde auf Vereinsebene Thomas Schmidt als Nachfolger von Susanne Trauth gewählt, auf Dagmar Hock folgte Evodia Fetzer als Stellvertreterin. 2022 löste Markus Schneider, Thomas Schmidt als Vorsitzenden ab. Zudem wurde Micha Schlittenhardt als Stellvertreter, Daniel Gräber als Kassenwart und Susanne Trauth als Schriftführerin gewählt.

### Legislaturperiode 2024–2029
Bei den Kommunalwahlen zum Gemeinderat am 9. Juni 2024 erlangte die Wählergruppe 2,0 % der Stimmen und zogen mit Friedemann Kalmbach als Einzelstadtrat in den Gemeinderat ein.